# Egmondkrypta

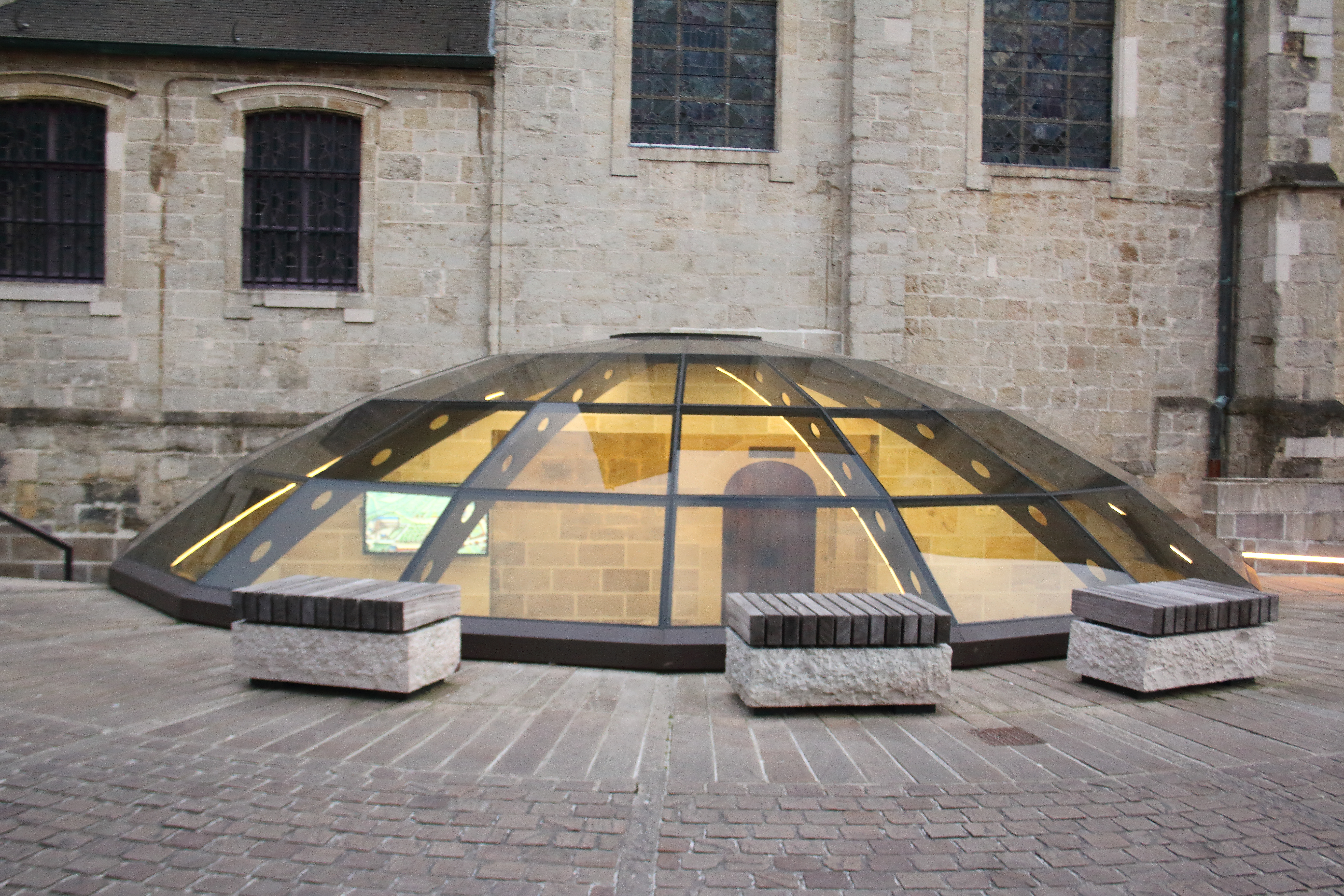
Egmondkrypta

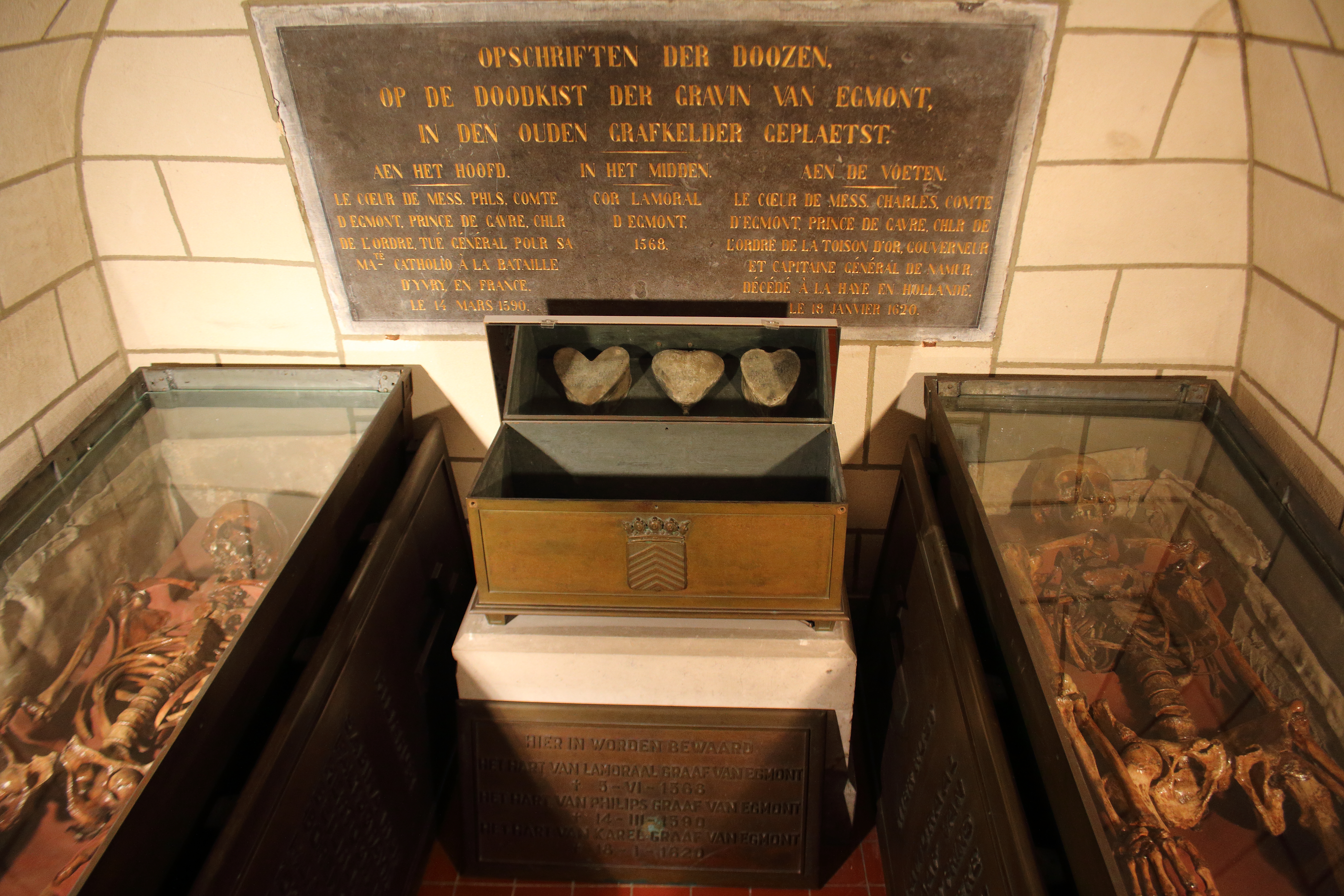
Egmondkrypta

Die Egmondkrypta (niederländisch Egmontcrypte) ist eine Krypta auf dem Marktplatz in der belgischen Stadt Zottegem. In der Krypta befinden sich  die sterblichen Überreste des Grafen Lamoral von Egmond und seiner Frau Sabine von Pfalz-Simmern. Lamoral ließ 1563 eine Krypta für seine Familie bauen. Nach seiner Enthauptung 1568 wurden seine sterblichen Überreste in der Krypta beigesetzt, und später auch die von Sabine von Pfalz-Simmern, Philip von Egmond und Karl von Egmond. Drei Kisten in Form eines Herzens enthielten die balsamierten Herzen des Grafen Lamoral Egmond und Philip von Egmond und Karl von Egmond. Die Krypta wurde bis zum siebzehnten Jahrhundert genutzt. Sie wurde 1804 zufällig wiederentdeckt. 1857 wurde die heutige Krypta gebaut. Die Krypta wurde 1952 und 2016 renoviert. Die Glaskuppel wurde 2016 hinzugefügt.